# 円谷ジャングル
円谷ジャングル（つぶらやジャングル）は、かつて円谷プロダクションが運営していた『ウルトラシリーズ』を題材にした施設。

## 歴史
1999年7月3日、コスタモール二色の浜にキーテナントとしてオープン。2006年10月1日に一旦閉店。12月4日、アリオ八尾に規模を縮小したうえで移転再開。2012年11月25日に完全閉店。
店内にはウルトラ戦士の大型立像、撮影時の使用品などの展示、ウルトラ戦士と怪獣を可愛らしくデザインした遊具があり独自の世界が広がっていた。毎日定期的にウルトラ戦士によるヒーローショー、握手撮影会、店内を巡回するなどが行われていた。
大阪唯一の直営店という事もあってか他のオフィシャル施設と比べて全体的な雰囲気、アリオ八尾と組んで行うヒーローショーの作風などがどこかコミカルに描かれていることが多い。
握手撮影会ではミラーマン、ファイヤーマン、ジャンボーグA、グリッドマンなども過去に登場しており、そればかりかエンペラ星人との握手撮影会、ウルトラの母、ユリアン、ウルトラウーマンベス、カミーラ、ブース子によるバレンタイン ヒロイン握手会、ウルトラマンベリアル、にせウルトラマン、イーヴィルティガ、カオスウルトラマンカラミティ、ダークメフィスト（ツヴァイ）によるウルトラダークヒーローショーなど異色のイベントが数多く行われていた。

## 施設

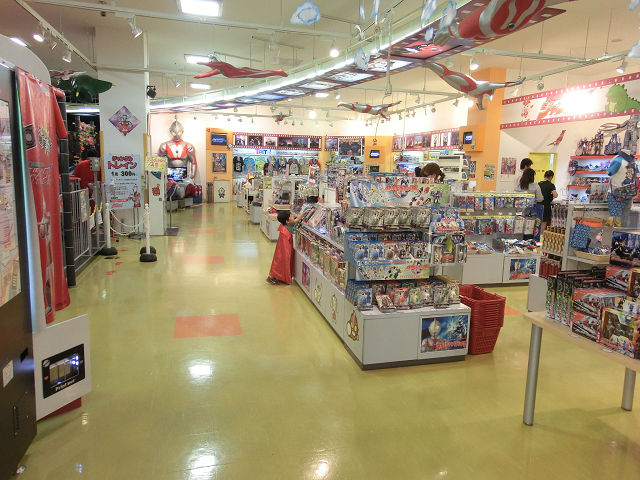
アリオ八尾のジャングルショップ

- ジャングルステージ

ヒーローショーが行われているステージ。
- ジャングルゴーランド

ウルトラ戦士の形をしたメリーゴーランド。
- ジャングルトレイン

ウルトラ戦士の形をしたミニトレイン。
- ジャングルジムランド
- ミュージアムカフェ

『ウルトラシリーズ』の撮影で実際に使用されていた衣装、小道具を展示しているカフェ。
- ジャングルショップ

グッズを販売しているオフィシャルショップ。

## マスコットキャラクター
本館のオリジナルマスコットキャラクター。
- ナイス店長

本館の名誉店長になったウルトラマンナイス。本館主催のヒーローショーでは、この役割で登場する事もある。
- 流星ボーヤ

額に流星のマークがついているウルトラの少年。
- キヌ太くん

怪獣の子供で流星ボーヤの親友。

## 所在地
- 大阪府貝塚市890-1 コスタモール二色の浜2階（1999年7月3日開店 - 2006年10月1日閉店）[2][3]
- 大阪府八尾市光町2-3 アリオ八尾3階（2006年12月4日開店 - 2012年11月25日閉店）[3]